# Эрнандес, Эдуардо (боксёр)
Эдуардо Эрнандес (исп. Eduardo Hernandez; 21 ноября 1997, Мехико, Мексика) — мексиканский боксёр-профессионал. Бывший претендент на титул чемпиона мира во 2-м полулёгком весе.

## Профессиональная карьера
Дебютировал на профессиональном ринге 8 февраля 2014 года, победив по очкам. На момент боя Эрнандесу было 16 лет.
22 октября 2016 года нокаутировал во 2-м раунде экс-чемпиона мира во 2-м легчайшем весе мексиканца Виктора Террасаса.
26 мая 2018 года досрочно победил бывшего временного чемпиона мира во 2-м наилегчайшем весе филиппинца Дриана Франсиско.
Сотрудничает с промоутерской компанией Promociones De Pueblo. В ноябре 2018 года подписал контракт с промоутерской компанией Golden Boy Promotions.
Тренируется у экс-чемпиона мира в 1-м наилегчайшем весе мексиканца Исаака Бустоса. Также работает с тренером Мануэлем Роблесом.
13 июля 2019 года проиграл нокаутом в 1-м раунде венесуэльцу Роджеру Гутьерресу.
В октябре 2021 года подписал контракт с промоутерской компанией Probellum. В мае 2023 года подписал контракт с промоутерской компанией Matchroom Sport.

### Чемпионский бой с О’Шаки Фостером
В сентябре 2023 года было объявлено, что 28 октября Эрнандес встретится с чемпионом мира во 2-м полулёгком весе по версии WBC американцем О'Шаки Фостером. Проиграл нокаутом в 12-м раунде.

## Статистика боёв
В таблице перечислены результаты всех поединков боксёров.
В каждой строке указан результат поединка. Дополнительно номер поединка обозначен цветом, который обозначает итог поединка. Расшифровка обозначений и цветов представлена в нижеследующей таблице.
| Пример | Расшифровка                     |
| ------ | ------------------------------- |
|        | Победа                          |
|        | Ничья                           |
|        | Поражение                       |
|        | Планируемый поединок            |
|        | Поединок признан несостоявшимся |
| КО     | Нокаут                          |
| ТКО    | Технический нокаут              |
| PTS    | Решение судей (по очкам)        |
| UD     | Единогласное решение судей      |
| MD     | Решение большинства судей       |
| SD     | Раздельное решение судей        |
| RTD    | Отказ от продолжения боя        |
| DQ     | Дисквалификация                 |
| NC     | Поединок признан несостоявшимся |

| Бой | Дата             | Соперник                                | Место проведения                                                                              | Результат  | Примечание |
| --- | ---------------- | --------------------------------------- | --------------------------------------------------------------------------------------------- | ---------- | --- |
| 39  | 28 февраля 2025  | Рене Теллес Хирон (20-4)                | Hilton Lac Leamy, Гатино, Квебек, Канада                                                      | UD12 (12)  | Счёт: 119-109 и 120-108 (дважды). |
| 38  | 13 сентября 2024 | Томас Маттисе (22-3-1)                  | Arena Sonora, Эрмосильо, Сонора, Мексика                                                      | TD6 (12)   | Счёт: 59-55 и 58-56 (дважды). |
| 37  | 11 мая 2024      | Даниэль Луго (27-2-1)                   | Palenque de la Feria, Агуаскальентес, штат Агуаскальентес, Мексика                            | TKO7 (12)  | |
| 36  | 28 октября 2023  | О'Шаки Фостер (20-2)                    | Polifórum Benito Juárez, Канкун, Кинтана-Роо, Мексика                                         | TKO12 (12) | Бой за титул чемпиона мира во 2-м полулёгком весе по версии WBC (1-я защита Фостера).                                                                    |
| 35  | 7 июля 2023      | Эктор Гарсия Монтес (20-7-4)            | Cintermex, Монтеррей, Нуэво-Леон, Мексика                                                     | KO3 (10)   | |
| 34  | 3 сентября 2022  | Хорхе Мата Куэльяр (14-0-2)             | Centro de Usos Multiples, Эрмосильо, Сонора, Мексика                                          | TKO5 (10)  | Защитил титул WBC International Silver во 2-м полулёгком весе (1-я защита Эрнандеса). Куэльяр в нокдауне в 5-м раунде.                                   |
| 33  | 10 июня 2022     | Хорхе Кастанеда (15-1)                  | Domo Alcalde, Гвадалахара, Халиско, Мексика                                                   | TKO1 (10)  | Завоевал титул WBC International Silver во 2-м полулёгком весе (1-я защита Кастанеды).                                                                   |
| 32  | 16 декабря 2021  | Элеасар Валенсуэла Каррильо (24-19-5)   | Arena La Paz, Ла-Пас, Южная Нижняя Калифорния, Мексика                                        | TKO2 (10)  | |
| 31  | 19 ноября 2020   | Эдуардо Гарса (15-2-1)                  | Wild Card Boxing, Лос-Анджелес, Калифорния, США                                               | KO3 (8)    | |
| 30  | 30 ноября 2019   | Серхио Пуэнте (28-8)                    | Centro de Espectáculos Victoria, Сьюдад-Виктория, Тамаулипас, Мексика                         | RTD5 (10)  | |
| 29  | 13 июля 2019     | Роджер Гутьеррес (21-3-1)               | Дигнити Хелс Спортс Парк, Карсон, Калифорния, США                                             | KO1 (10)   | |
| 28  | 30 марта 2019    | Ибрагим Класс Мгендер (22-5)            | Fantasy Springs Casino, Индио, Калифорния, США                                                | KO2 (10)   | |
| 27  | 13 октября 2018  | Луис Диас Пестана (23-3-1)              | Sala de Armas Agustín Melgar, Ciudad Deportiva Magdalena Mixhuca, Истакалько, Мехико, Мексика | TKO2 (12)  | Защитил титул WBC Youth World во 2-м полулёгком весе (5-я защита Эрнандеса).                                                                             |
| 26  | 14 июля 2018     | Марлин Кабрера (24-2)                   | Arena Coliseo, Мехико, Мексика                                                                | TKO1 (12)  | Защитил титул WBC Youth World во 2-м полулёгком весе (4-я защита Эрнандеса). Кабрера два раза в нокдауне.                                                |
| 25  | 26 мая 2018      | Дриан Франсиско (29-5-1)                | Teatro Moliere, Мехико, Мексика                                                               | RTD2 (10)  | |
| 24  | 9 декабря 2017   | Рафаэль Эрнандес (22-8-2)               | Palenque de la Feria del Caballo, Техкоко, штат Мехико, Мексика                               | KO4 (10)   | Защитил титул WBC Youth World во 2-м полулёгком весе (3-я защита Эрнандеса). Рафаэль Эрнандес один раз в нокдауне во 2-м раунде и два раза в 3-м раунде. |
| 23  | 2 сентября 2017  | Рауль Орасио Сентено (20-3-1)           | Centro de Espectáculos de la Feria de León, Леон-де-лос-Альдама, Гуанахуато, Мексика          | KO3 (10)   | Защитил титул WBC Youth World во 2-м полулёгком весе (2-я защита Эрнандеса).                                                                             |
| 22  | 24 июня 2017     | Роландо Магбануа (27-5)                 | Gimnasio Municipal «Jose Neri Santos», Сьюдад-Хуарес, Чиуауа, Мексика                         | KO1 (10)   | Защитил титул WBC Youth World во 2-м полулёгком весе (1-я защита Эрнандеса).                                                                             |
| 21  | 1 апреля 2017    | Уго Альфредо Сантильян (12-1-1)         | Площадь Конституции, Мехико, Мексика                                                          | TKO3 (10)  | Завоевал вакантный титул WBC Youth World во 2-м полулёгком весе.                                                                                         |
| 20  | 22 октября 2016  | Виктор Террасас (38-3-1)                | Arena Coliseo, Мехико, Мексика                                                                | KO2 (12)   | |
| 19  | 27 августа 2016  | Рэй Джунтилла (22-7-5)                  | Arena Coliseo, Мехико, Мексика                                                                | TKO2 (8)   | |
| 18  | 11 июня 2016     | Уоррен Мамбуанаг (10-5-2)               | Arena Coliseo, Мехико, Мексика                                                                | KO2 (10)   | |
| 17  | 9 апреля 2016    | Дэвис Перес (32-13-4)                   | Auditorio Benito Juárez, Веракрус, штат Веракрус, Мексика                                     | KO3 (8)    | |
| 16  | 5 марта 2016     | Хулио Давид Роке Лер (32-13)            | Centro Regional de Deporte de Las Américas, Экатепек, штат Мехико, Мексика                    | RTD3 (8)   | |
| 15  | 12 декабря 2015  | Оскар Гутьеррес (13-1)                  | Auditorio Blackberry, Мехико, Мексика                                                         | RTD1 (4)   | |
| 14  | 31 октября 2015  | Луис Гарсия Техеда (3-6-4)              | Arena Coliseo, Мехико, Мексика                                                                | TKO1 (8)   | |
| 13  | 5 сентября 2015  | Эктор Эснар Бобадилья (9-12)            | Centro de Espectáculos del Recinto Ferial, Метепек, штат Мехико, Мексика                      | KO1 (6)    | |
| 12  | 27 июня 2015     | Себастьян Диас Мальдонадо (8-1)         | Centro Civico de Ecatepec, Экатепек, штат Мехико, Мексика                                     | TKO2 (6)   | |
| 11  | 30 мая 2015      | Уилберт Венансио (1-3)                  | Estadio Carlos Serdan, Веракрус, штат Веракрус, Мексика                                       | KO2 (6)    | |
| 10  | 25 апреля 2015   | Рохелио Лопес (5-5-1)                   | Arena Coliseo, Мехико, Мексика                                                                | TKO? (?)   | |
| 9   | 4 апреля 2015    | Херман Перес (2-4-1)                    | Unidad Deportiva Martín Alarcón, Метепек, штат Мехико, Мексика                                | KO1 (6)    | |
| 8   | 14 марта 2015    | Хосе Хавьер Регаладо (7-2)              | Auditorio Municipal, Наукальпан, штат Мехико, Мексика                                         | TKO1 (6)   | |
| 7   | 21 ноября 2014   | Омар Эррера (дебют)                     | Jose Cuervo Salon, Поланко, Мехико, Мексика                                                   | KO4 (6)    | |
| 6   | 9 августа 2014   | Фелипе Сунига (0-2-1)                   | Arena Monterrey, Монтеррей, Нуэво-Леон, Мексика                                               | UD6 (6)    | |
| 5   | 21 июня 2014     | Брайан Алексис Рамирес Сантьяго (дебют) | Foro Polanco, Мехико, Мексика                                                                 | TKO1 (6)   | |
| 4   | 7 июня 2014      | Кристиан Родригес (0-1)                 | Auditorio Municipal, Tetla, Тласкала, Мексика                                                 | UD6 (6)    | |
| 3   | 23 мая 2014      | Хулио Сесар Мелендес Наваррете (дебют)  | Auditorio Ferrocarrilero, Монтеррей, Нуэво-Леон, Мексика                                      | TKO1 (4)   | |
| 2   | 22 марта 2014    | Эдгар Товар Герреро (дебют)             | Arena Monterrey, Монтеррей, Нуэво-Леон, Мексика                                               | KO2 (4)    | |
| 1   | 8 февраля 2014   | Джеованни Самора (3-1)                  | Caballerizas de Huixquilucan, Уискилукан, штат Мехико, Мексика                                | UD4 (4)    | |
| Бой | Дата             | Соперник                                | Место проведения                                                                              | Результат  | Примечание |

## Титулы и достижения

### Профессиональные
- Титул WBC Youth World во 2-м полулёгком весе (2017—2019).
- Титул WBC International Silver во 2-м полулёгком весе (2022—2023).